# Ephedrus quadratum
Ephedrus quadratum är en stekelart som beskrevs av Shi 2001. Ephedrus quadratum ingår i släktet Ephedrus och familjen bracksteklar. Inga underarter finns listade i Catalogue of Life.